# Kazaki Nakagawa
Kazaki Nakagawa (japanisch 中川 風希 Nakagawa Kazaki; * 3. Juli 1995 in der Präfektur Kanagawa) ist ein japanischer Fußballspieler.

## Karriere
Nakagawa erlernte das Fußballspielen in der Schulmannschaft der Bunan High School und der Universitätsmannschaft der Kanto-Gakuin-Universität. Seinen ersten Vertrag unterschrieb er 2015 bei Vallecas CF im spanischen Vallecas. 2016 wechselte er nach Madrid zu CD Betis San Isidro. Ende August 2017 kehrte er in sein Geburtsland Japan zurück. Hier unterschrieb er einen Vertrag beim FC Ryūkyū. Der Verein aus der Präfektur Okinawa spielte in der dritthöchsten Liga des Landes, der J3 League. 2018 wurde er mit dem Verein Meister der dritten Liga und stieg in die J2 League auf. Für den Verein absolvierte er 45 Ligaspiele. Im März 2019 wechselte er zum Erstligisten Yokohama F. Marinos nach Yokohama. Mit dem Verein wurde er 2019 japanischer Meister. Für den Verein absolvierte er drei Erstligaspiele. 2020 wechselte er zum Zweitligisten Kyoto Sanga FC. Für Kyoto stand er 14-mal in der zweiten Liga auf dem Spielfeld. Anfang 2021 wechselte er eine Saison auf Leihbasis zu seinem ehemaligen Verein FC Ryūkyū. Hier absolvierte er elf Zweitligaspiele. 2022 unterschrieb er in Imabari einen Vertrag beim Drittligisten FC Imabari. Nach 46 Ligaspielen, in denen er 14 Tore schoss, wechselte er im Juli 2023 zum Zweitligisten Fujieda MYFC.

## Erfolge
FC Ryūkyū
- Japanischer Drittligameister: 2018  ▲

Yokohama F. Marinos
- Japanischer Meister: 2019